# Biu (piłkarz)
Biu, właśc. Severino Rodrigues da Silva (ur. 27 marca 1936 w Fortalezie) – piłkarz brazylijski, występujący podczas kariery na pozycji środkowego obrońcy.

## Kariera klubowa
Piłkarską karierę Biu rozpoczął w Santa Cruz Recife w 1956 roku. Z Santa Cruz trzykrotnie zdobył mistrzostwo stanu Pernambuco – Campeonato Pernambucano w 1957, 1959 i 1960 roku. W latach 1964–1968 był zawodnikiem portugalskiego drugoligowca AD Sanjoanense. Z Sanjoanense awansował do Primeira Liga w 1966 roku.

## Kariera reprezentacyjna
W reprezentacji Brazylii Biu zadebiutował 5 grudnia 1959 w wygranym 3-2 meczu z reprezentacją Paragwaju podczas drugiego turnieju Copa América 1959 w Ekwadorze, na którym Brazylia zajęła trzecie miejsce. Obok tego meczu w turnieju wystąpił w pozostałych trzech meczach z: Urugwajem, Ekwadorem i Argentyną. Ostatni raz w reprezentacji Biu wystąpił 27 grudnia 1959 w wygranym 2-1 towarzyskim meczu z reprezentacją Ekwadoru.